# Emma Cabrera-Bello
Emma Cabrera-Bello (ur. 22 listopada 1985 w Las Palmas de Gran Canaria) jest hiszpańską zawodową golfistką. Od 2008 roku w pełnym wymiarze uczestniczy w rozgrywkach Ladies European Tour.

## Życie osobiste
Emma rozpoczęła grę w golfa w wieku 5 lat, po tym jak jej rodzina przeprowadziła się w bliskie sąsiedztwo pola golfowego. Ma dwóch braci – Miguela i Rafaela, z których drugi również gra zawodowo w golfa.
Bello ukończyła studia z zarządzania i administracji na Uniwersytecie w Las Palmas de Gran Canaria i zna cztery języki.

## Kariera amatorska
Jako amatorka Emma dziesięciokrotnie startowała w rozgrywkach Ladies European Tour. Zadebiutowała w maju 2002 roku w Ladies Tenerife Open, w którym nie przeszła cuta.
Miesiąc później zanotowała swój najlepszy amatorski występ na tym tourze zajmując w Caja Duero Open de Espana Femenino 11. miejsce z 8 uderzeniami straty do zwyciężczyni.
W sierpniu tego samego roku w kolejnym występie przeszła następnego cuta.
W latach 2003-2005 tylko raz na sezon startowała w turniejach LET, zajmując kolejno 31,
16.
i 27. miejsce. Kolejne dwa sezony nie były jednak już tak udane i zarówno w 2006 jak i 2007 w żadnym z czterech startów nie przeszła cuta.
W 2002 roku Emma wzięła udział w zwycięskich dla Europy rozgrywkach Junior Ryder Cup.
Tego samego roku zadebiutowała również w przegranych przez Europejki meczach PING Junior Solheim Cup. Rok później znowu wzięła w nich udział, tym razem rewanżując się Amerykankom zwycięstwem.
Od 2003 Emma trzykrotnie uczestniczyła w meczach Vagliano Trophy – w 2003 i 2005 jej drużyna uległa reprezentantkom Wielkiej Brytanii i Irlandii, rewanżując się wygraną dopiero w 2007.
Wraz z drużyną hiszpańskich golfistek trzykrotnie triumfowała w rozgrywkach European Ladies Team Championship w 2003, 2005 oraz 2007 roku.
W 2006 roku Emma znalazła się w gronie wyróżnionych przez Hiszpańską Federację Golfa srebrnym medalem za dotychczas odniesione sukcesy.
Pod koniec 2007 roku Cabrera wzięła udział w kwalifikacjach do zawodowych tourów. W rozegranym w październiku Q-School Ladies European Tour zajęła 7. miejsce co dało jej pełną kartę na sezon 2008 oraz zaowocowało decyzją o przejściu na zawodowstwo. W rozegranych ponad miesiąc później kwalifikacjach do LPGA Tour zajęła 52. miejsce zdobywając warunkową kartę na sezon 2008.

## Kariera zawodowa
W swoim pierwszym sezonie jako zawodowiec Cabrera-Bello występowała w większości w turniejach Ladies European Tour. W pierwszych zawodach sezonu 2008, MFS Women’s Australian Open, przeszła cuta i zajęła 61. miejsce. W sumie na 18 startów tylko 4 razy nie przeszła cuta, dwa razy plasowała się w pierwszej dziesiątce, a jej najlepszym miejscem było siódme w AIB Ladies Irish Open. Ostatecznie Emma zajęła 42. miejsce na liście zarobków LET.
Na początku sezonu 2008 Emma dwa razy spróbowała sił na turniejach LPGA Tour, jednak w żadnym z tych zawodów nie przeszła cuta.
W kolejnym sezonie Cabrera brała udział już tylko w zawodach LET. Na 16. startów aż czterokrotnie kończyła turniej na miejscu w pierwszej dziesiątce. Najlepszy wynik zanotowała w Open de España Femenino, gdzie zakończyła turniej na drugim miejscu ex aequo. Na przełomie lipca i sierpnia wystartowała po raz pierwszy w turnieju wielkoszlemowym – Women's British Open – ale nie przeszła w nim cuta.
Po czterech turniejach sezonu 2010 Emma dwa razy przeszła cuta najlepsze miejsce zajmując w Lalla Meryem Cup, w którym ostatecznie zajęła 15. miejsce ex aequo.

## Wyniki w turniejach wielkoszlemowych

### Przegląd
| Turniej                    | 2009 |
| -------------------------- | ---- |
| Kraft Nabisco Championship | DNP  |
| LPGA Championship          | DNP  |
| U.S. Women's Open          | DNP  |
| Women's British Open       | CUT  |

| Turniej                    | 2010 |
| -------------------------- | ---- |
| Kraft Nabisco Championship | DNP  |
| LPGA Championship          |      |
| U.S. Women's Open          |      |
| Women's British Open       |      |

DNP = nie brała udziału.

CUT = nie przeszła cuta.

"=" = ex aequo.

WC = wycofała się.

Zielone tło dla wygranych. Żółte tło dla miejsca w pierwszej dziesiątce.

## Podsumowanie wyników na LPGA Tour
| Sezon | Liczba startów | Zrobione cuty | Wygrane | 2. miejsca | 3. miejsca | Top 10 | Najlepsze miejsce | Zarobki (USD) | Pozycja na liście zarobków | Średnia uderzeń |
| ----- | -------------- | ------------- | ------- | ---------- | ---------- | ------ | ----------------- | ------------- | -------------------------- | --------------- |
| 2008  | 2              | 0             | 0       | 0          | 0          | 0      | n/d               | 0             | n/d                        | 78,00           |
| 2009  | 1              | 0             | 0       | 0          | 0          | 0      | n/d               | 0             | n/d                        | 79,50           |

## Podsumowanie wyników na LET
| Sezon | Liczba startów | Zrobione cuty | Wygrane | 2. miejsca | 3. miejsca | Top 10 | Najlepsze miejsce | Zarobki (€) | Pozycja na liście zarobków | Średnia uderzeń |
| ----- | -------------- | ------------- | ------- | ---------- | ---------- | ------ | ----------------- | ----------- | -------------------------- | --------------- |
| 2002  | 3              | 2             | 0       | 0          | 0          | 0      | 11=               | 0           | n/d                        | 75,00           |
| 2003  | 1              | 1             | 0       | 0          | 0          | 0      | 31=               | 0           | n/d                        | 72,25           |
| 2004  | 1              | 1             | 0       | 0          | 0          | 0      | 16=               | 0           | n/d                        | 73,25           |
| 2005  | 1              | 1             | 0       | 0          | 0          | 0      | 27=               | 0           | n/d                        | 71,00           |
| 2006  | 2              | 0             | 0       | 0          | 0          | 0      | 115=              | 0           | n/d                        | 84,33           |
| 2007  | 2              | 0             | 0       | 0          | 0          | 0      | 69=               | 0           | n/d                        | 75,50           |
| 2008  | 18             | 14            | 0       | 0          | 0          | 2      | 7=                | 51.325      | 42                         | 72,76           |
| 2009  | 16             | 12            | 0       | 1          | 1          | 4      | 2=                | 64.103      | 25                         | 72,82           |
| 2010  | 4              | 2             | 0       | 0          | 0          | 0      | 15=               | 4,428       | 38                         | 73,36           |